# Prigorje (Đurmanec)
Prigorje is een plaats in de gemeente Đurmanec in de Kroatische provincie Krapina-Zagorje. De plaats telt 399 inwoners (2001).